# Jasenica (Srebrenik)
Pour les articles homonymes, voir Jasenica.
Jasenica (en serbe cyrillique : Јасеница) est un village de Bosnie-Herzégovine. Il est situé dans la municipalité de Srebrenik, dans le canton de Tuzla et dans la fédération de Bosnie-et-Herzégovine. Selon les premiers résultats du recensement bosnien de 2013, il compte 267 habitants.

## Démographie

### Évolution historique de la population dans la localité
| 1948 | 1953 | 1961  | 1971  | 1981  | 1991  | 2013 |
| ---- | ---- | ----- | ----- | ----- | ----- | ---- |
| -    | -    | 1 100 | 1 279 | 1 373 | 1 325 | 267  |

|  |

### Communauté locale
En 1991, la communauté locale de Jasenica comptait 1 639 habitants, répartis de la manière suivante :